# Lahn
De Lahn is een 242 km lange rechterzijrivier van de Rijn in Duitsland.
De Lahn ontspringt onder de top van de Lahnkopf (Rothaargebergte) op een hoogte van 603 meter, in het zuidoosten van Noordrijn-Westfalen aan de grens met Hessen. Eerst stroomt de rivier in oostelijke richting naar Caldern. Bij Cölbe mondt de Ohm in de Lahn uit. Daar verandert de Lahn haar stroomrichting van oost naar zuid. Bij Gießen wisselt de Lahn haar stroomrichting in zuidwestelijke richting. Bij Wetzlar mondt de Dill in de Lahn uit.
Na Wetzlar wordt het dal dat de Lahn omgeeft nauwer. Bij Weilburg mondt de Weil in de Lahn uit. Bij Aumenau verandert de Lahn opnieuw van richting en stroomt in westelijke richting. Voorbij Diez mondt de Aar in de Lahn uit. Bij Lahnstein mondt de Lahn op een hoogte van 61 meter uit in de Rijn.
De rivieren de Aar, Dautphe, Dill, Kerkerbach, Elbbach, Emsbach, Gelbach, Mühlbach, Ohm, Perf en Weil monden uit in de Lahn.
De Lahn stroomt langs de steden Netphen, Bad Laasphe, Biedenkopf, Marburg, Gießen, Wetzlar, Weilburg, Runkel, Limburg a.d. Lahn, Diez, Fachingen, Balduinstein, Laurenburg, Obernhof, Nassau, Bad Ems en Lahnstein.
Door het dal van de Lahn loopt de Lahntalbahn, een spoorlijn tussen Wetzlar en Koblenz. Ook loopt er een bewegwijzerde fietsroute langs de Lahn, de Lahnradweg.
- Gemeinsame Normdatei: 4034102-1
- Nationale Bibliotheek van Tsjechië: ge938441
- Virtual International Authority File: 239020684